# Juan Pablos
Juan Pablos (¿1500? -1560 o 1561), fue el primer impresor documentado en América cuando empezó a imprimir en Ciudad de México en 1539.

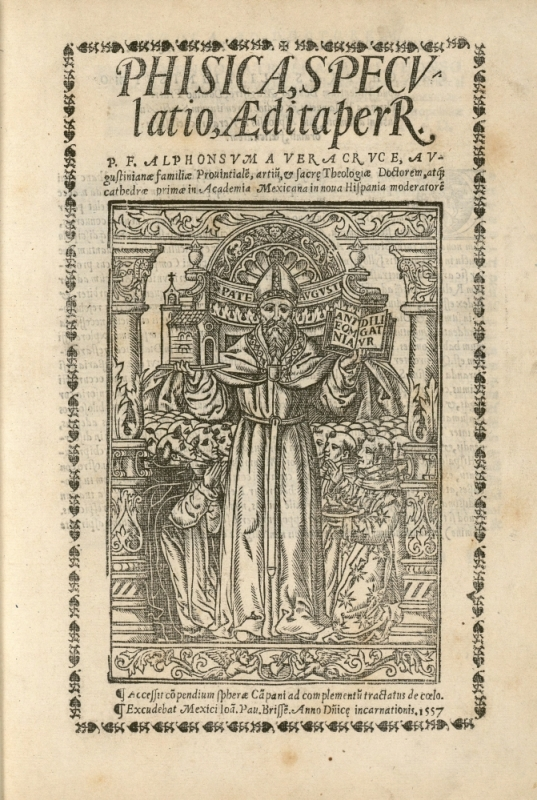
Página del título de Phisica speculatio, publicada en 1557

## Biografía

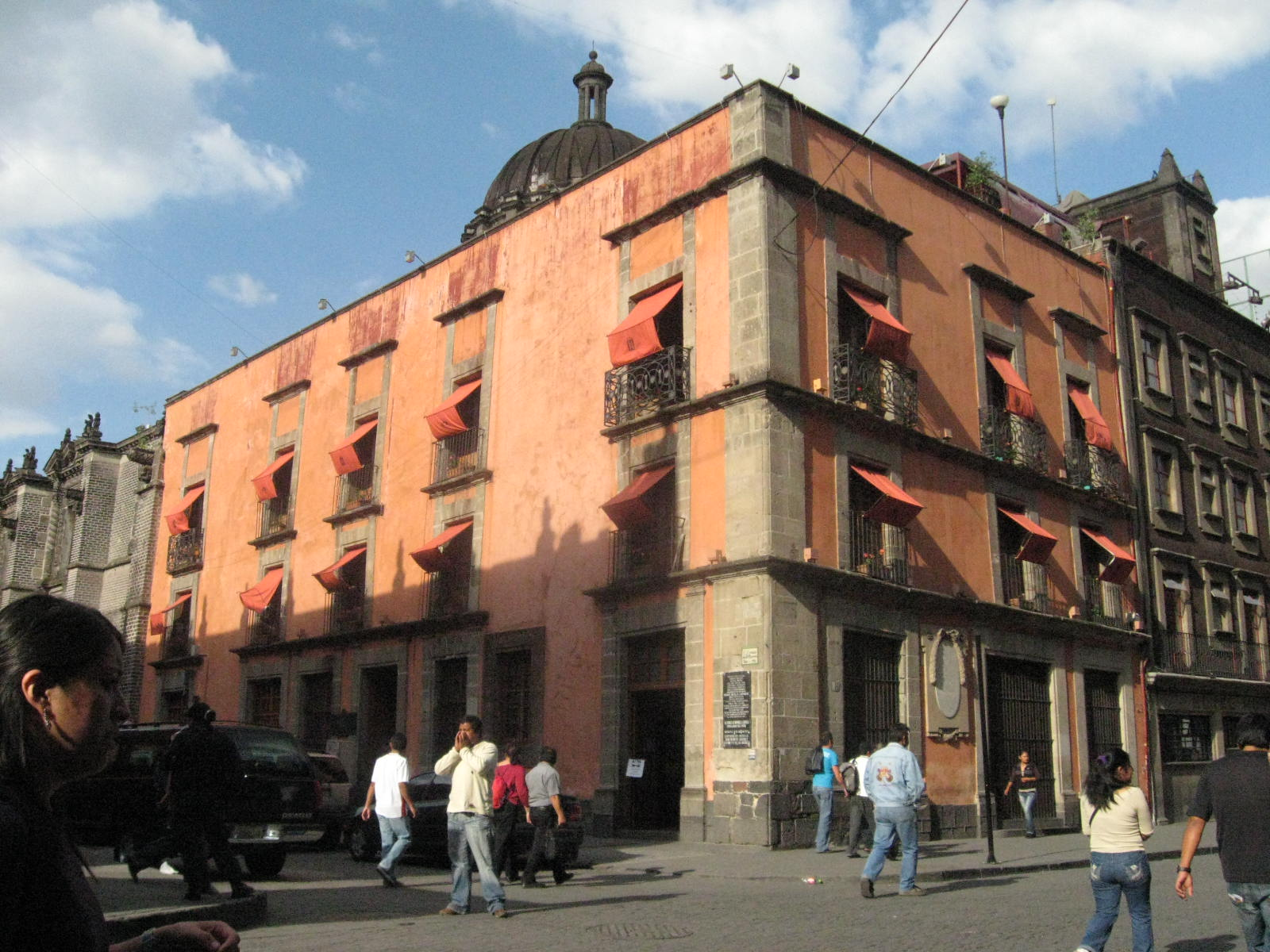
Casa de la Primera Imprenta de América en Ciudad de México

Nació en Brescia, Italia, en torno al 1500 con el nombre de Giovanni Paoli. Podría haber estudiado en el mismo colegio que Aldus Manutius, pero aparte de eso no se sabe nada de sus primeros años. En 1536, Juan Cromberger recibió el encargo de poner una imprenta en América, y envió a un empleado suyo, Juan Pablos. Pablos partió de Sevilla el 12 de junio de 1539 y llegó en octubre de 1539, y situó su compañía en una casa que ahora es reconocida como Casa de la Primera Imprenta de América. El nombre de Cromberger también apareció en las primeras publicaciones en Nueva España hasta 1545 aunque él personalmente no visitó América y murió en 1540.
El primer libro que fue publicado en América fue la edición de 1539 de Breve y más compendiosa doctrina Christiana en lengua Mexicana y Castellana por Juan de Zumárraga. Juan Pablos obtuvo las patentes necesarias y los permisos para continuar los trabajos de la imprenta de Cromberger hasta su muerte en 1560 o 1561, cuando él había impreso ya 37 libros. Pablos entrenó y dio trabajo a la siguiente generación de impresores mexicanos, incluyendo Pedro Ocharte, quien era también su yerno, y Antonio de Espinosa, que empezó a trabajar con Pablos en 1554. Espinosa se convirtió en el segundo impresor de México en 1559.
Juan Pablos se casó con Jerónima Gutiérrez, quien recibió el privilegio de impresión virreinal después de su muerte. Su hija Maria de Figueroa se casó con Pedro Ocharte en 1561 o 1562, y tomaron la empresa de Gutiérrez en 1563.
Además de ellos, al finalizar el siglo XVI, habían ejercido o ejercían el arte de la imprenta en México, Pedro Balli, Antonio Ricardo, italiano que luego se trasladó a Lima, Perú, Melchor Ocharte, que estableció su imprenta en el convento franciscano de Santiago Tlatelolco y Enrico Martínez, quien dirigió el desagüe de México.

## Trabajos publicados
- 1539: Breve y más compendiosa doctrina Christiana en lengua Mexicana y Castellana de Juan de Zumárraga, un texto en español y nahuatl (múltiples ediciones).
- 1540: Manual de Adultos.
- 1541: Relación del espantable terremoto, un informe sobre el terremoto del 10 de septiembre de 1541 que destruyó la Ciudad de Guatemala.
- 1543: Doctrina breve muy provechosa de Juan de Zumárraga, destinado a niños.
- 1544: Tripartite des Christianissimo y consolatorio doctor Juan Gerson, primer libro mexicano con ilustraciones de xilografía.
- 1544: Compedio breve (2 ediciones).
- 1544: Doctrina christiana (múltiples ediciones).
- 1546: Cancienore Spiritual, el primer libro que lleva el nombre del impresor Juan Pablos en lugar de Juan Cromberger.
- 1547: Regle Christiana breve.
- 1547: Nuevo Vergel por Diego Bernal.
- 1548: Ordenaças y copilacion de leyes.
- 1548: Doctrina Christiana en lengua Huasteca de Diego de Guevara.
- 1548: Nueva Espana. Legislacion de Antonio de Mendoza.
- 1549: Copilacion breve de un tratado que se llama Mistica theologia de San Buenaventura.
- 1550: Doctrina Christiana en lengua Mixteca de Benito Fernández (reimpreso tres veces).
- 1554: Recognitio Summularum de Alonso de la Veracruz (fue el primer libro sobre filosofía griega –aristotélica– publicado en América).
- 1554: Dialectica Resolutio cum textu Aristotelis de Alonso de la Veracruz.
- 1554: Dialogi de Academia Mexicana de Francisco Cervantes de Salazar.
- 1554: Vives de Francisco Cervantes de Salazar.
- 1555: Un vocabulario en la lengua Castellana y Mexicana de Alonso de Molina.
- 1556: Sumario Compendioso por Juan Díez, el primer libro científico no religioso que se publicó fuera de Europa.
- 1556: Costituciones del arzobiscopado y provincia de la muy insigne y muy leal ciudad de Tenuxtitlan Mexico de la Nueva Espana.
- 1556: Costituciones Fratruum Heremitarum sancti patris nostri Augustini Hiponensis episcopi et doctoris ecclesiae junto con el Ordinarium sacri ordinis heremitaru por Diego de Vertauillo y el Regula: el Ordinarium (80 páginas) fue el primer libro de música impreso en América.
- 1556: Speculum Conjugiorum de Alonso de la Veracruz.
- 1556: Catecismo y doctrina Christiana en idioma Utlateco de Francisco Marroquín.
- 1557: Phisica speculatio de Alonso de la Veracruz. (Aparece, por error, como Phisica. Fue corregido en la siguiente edición en Salamanca como debería haberse escrito en latín: Physica).
- 1559: Dialogo de doctrina cristiana, Vocabulario y Thesoro spiritual, los tres por Maturino Gilberti en lengua de Mechuacan.
- 1560: Manuale Sacramentorum, el último trabajo publicado por Pablos, 354 páginas.